# Nouvelle Vague (film 1990)
(Alberto Farassino)
Nouvelle Vague è un film del 1990 diretto da Jean-Luc Godard; tutti i dialoghi e anche le battute di voce off  sono citazioni poetiche e letterarie tratte da vari autori, per citare solo alcuni: Georges Bataille, Raymond Chandler, Fëdor Dostoevskij, William Faulkner, André Gide, Ernest Hemingway, Karl Marx, Arthur Rimbaud, Jean-Jacques Rousseau, Arthur Schnitzler, Mary Shelley e soprattutto Dante Alighieri.

## Trama
La visione del film è scandita da didascalie in caratteri bianchi su sfondo nero, di solito in latino e talvolta tradotte in francese, che rappresentano una sorta di divisione in brevi capitoli.

### Incipit lamentatio
La contessa Elena Torlato-Favrini si trova da sola alla guida della sua Maserati targata MI su una strada extraurbana, quando nota un vagabondo sotto un albero, che potrebbe essere stato investito da una vettura. Si ferma a soccorrerlo, nota che al collo porta una catenina con un pendaglio a forma di ankh.
È passato qualche tempo; il vagabondo, che si chiama Roger Lennox, sbarbato e rivestito con eleganza, diventa un uomo affascinante; si aggira con aria smarrita nella fabbrica di proprietà della contessa italiana, che lo bacia con trasporto.

### De rerum natura
Elena Torlato-Favrini legge la Repubblica, alterna alla lingua francese qualche frase in italiano e abita in un'enorme casa di campagna in Svizzera, immersa in uno splendido parco in riva al Lago Lemano, nella quale lavorano un giardiniere e la sua famiglia. Gli amici e i conoscenti della contessa non approvano il suo rapporto con Lennox, in particolare l'avvocato Raoul pensa che è la prima volta che la donna si fa conquistare a questo modo da un uomo.

### Res, non verba
Giunto alla villa insieme alla moglie, Raoul fa a lungo la paternale a Lennox, poi danza davanti a lui insieme a Elena, ostentando confidenza. È comunque geloso del rapporto fra la contessa e Roger Lennox, al quale la giovane donna si abbandona come a un amore a lungo atteso.

### Ein, zwei, Drei, die Kunst ist Frei
C'è un pranzo con molti invitati a casa Torlato-Favrini, sono azionisti della società della contessa; Raoul e Elena vorrebbero acquisire la Warner, tra i contrari ci sono Joe Lisbona e sua moglie, la scrittrice Dorothy Parker, ma possiedono solo il 3% della proprietà. Elena sovrintende alla preparazione dei tavoli, molto attenta al silenzio di Roger. Una citazione off interpreta il suo pensiero: «Le donne amano l'amore, gli uomini amano la solitudine.»
Roger Lennox le rimprovera di avere deciso anche il suo destino, e di non prestare attenzione agli altri. Il maggiordomo maltratta brutalmente i camerieri; un'ospite domanda chi conosca Schiller, la cameriera interviene e declama a memoria qualche verso del poeta.
Sono già otto mesi che la relazione tra Elena e Roger prosegue. I due passeggiano nell'enorme parco tra la villa e il lago; lei parla di lavoro al telefono, lui è sempre vestito con abiti di qualità, probabilmente glieli sceglie l'amante. Un giorno si imbarcano sul lago in motoscafo, lei dice alla servitù che ceneranno dai De Sica, ma ferma l'imbarcazione in mezzo al lago e si tuffa in costume. Lo invita a seguirla, Roger declina perché non sa nuotare. Elena insiste, si insultano, poi gli chiede di aiutarla a salire tendendogli la mano. In realtà lo tira giù in acqua, sale sulla barca e non fa nulla per aiutarlo. Roger chiama aiuto, non riesce a stare a galla, poi affonda.

### Solo cello and voice
È arrivato l'inverno; piove sulla villa, sul parco e sul lago. Raoul intima al maggiordomo di far sparire le scarpe di Roger Lennox.

### The long goodbye
La voce fuori campo di Elena Torlato-Favrini recita versi dalla Divina commedia mentre continua a piovere in riva al lago.

### Veni creator
Torna la primavera sul parco.

### Je est un autre
Raoul e la moglie arrivano ospiti alla villa, ci sono anche Dorothy Parker e il marito. Raoul viene a sapere da Cécile, la figlia del giardiniere, che Roger sarebbe tornato: una notte un uomo con le sue fattezze ha bussato alla porta sostenendo di essere Richard, il fratello di Lennox; dopo una lunga discussione la contessa l'ha accettato, ma Cécile è convinta che sia Roger redivivo. Raoul chiede spiegazioni a Elena, lei lamenta di essersi trovata da sola quando lui è arrivato, e non sapeva come gestire la situazione.

### Ecce homo
Richard ha un carattere molto diverso dal fratello, meno arrendevole e introverso, più portato per gli affari; così comincia naturalmente a collaborare con i soci di Elena.

### Romanza and toccata
I soci di Elena riportano dal Libano sconvolto dalla guerra civile, dove si sono recati per affari, un dipinto: la Maja desnuda di Goya, acquistata in un caveau di Beirut.

### Acta est fabula – Tout et rien d'autre
Richard ha ormai in mano la gestione di tutti gli affari della Torlato-Favrini, anche Raoul deve rispondere a lui. Una lunga carrellata di macchina mostra dall'esterno gli ambienti della villa di notte, da sinistra a destra, e poi indietro, a mano a mano che le luci si spengono nelle stanze.

### Ton serviteur
L'estate arriva precoce, il bel tempo raggiunge il lago e la villa.

### Les choses, non les mots
Sotto la conduzione di Richard, le attività economiche vanno a gonfie vele; Elena sembra invece ritirarsi in sé stessa, si sente obbligata a amare l'uomo per la sua somiglianza con Roger.

### Mourir de ne pas mourir
Elena e Richard escono in barca sul lago, lei è vestita di tutto punto, lui indossa il costume da bagno sotto l'accappatoio. Sembrano ripetersi al contrario le condizioni dell'annegamento di Roger: Richard si tuffa e la invita a seguirlo, lei resiste. Poi Elena cade in acqua, probabilmente l'ha trascinata lui. Richard risale sulla barca, si asciuga, lei non riesce a mantenersi a galla con indosso i vestiti e le scarpe. Lui sembra pensieroso, sta riflettendo. Quando è ormai quasi troppo tardi, si sporge e le afferra la mano.

### Omnia vincit amor
Elena congeda tutta la servitù, il giardiniere e la famiglia lasciano la villa. Elena e Richard sembrano vivere un idillio. Si preparano a partire in viaggio con la Maserati; per l'occasione lui indossa un ciondolo, lei lo riconosce: è lo stesso che aveva visto al collo di Roger il primo giorno.
«Dunque sei tu?» gli domanda. «Io sono io e tu sei tu» è la risposta.

## Critica
Senza dubbio questo è il più elegiaco tra i film di Godard, con una natura filmata in maniera superba e con uno stile lirico fatto di movimenti di camera fluidi che “scolpiscono” la relazione d'amore tra i protagonisti. Essenziale, armonioso, evita di accostare (come molte delle pellicole dal 1968 in poi) serie di immagini diverse per lavorare sul loro rapporto, e neppure di racconta il fallimento del “farsi” di un film; ogni immagine possiede più di un senso e dimensioni con rimandi lontani, che funzionano in modo simile a echi musicali.
Questo film tratta dell'amore, tema-chiave godardiano, e delle sue connessioni con altri elementi, quali la pietà, il potere, la sottomissione. L'obiettivo di Godard è quello di realizzare immagini che non siano fini a se stesse, ma che veicolino significati più profondi, come nella tradizione del formalismo cinematografico sviluppata da Sergej Michajlovič Ėjzenštejn.
Sono presenti anche altri tòpos cari all'autore come le differenze legate all'appartenenza sociale e il fallimento del sistema di vita occidentale in favore di una rinascita dell'uomo.
Godard inizia a lavorare a Nouvelle Vague a partire da maggio 1989, appena terminati i primi due episodi delle sue Histoire(s) du cinéma; non si può dire che l'idea di fondo sia nuova: già nel 1964 il regista aveva infatti pensato a un soggetto in cui la moglie, l'attrice Anna Karina, avrebbe dovuto interagire con due uomini recitati da un solo attore. Al momento di realizzare finalmente l'idea, Godard e la produzione (Martin Karmitz e MK2) pensano a Marcello Mastroianni che il registra incontra in un hotel di Parigi. Lavorare con il grande attore italiano stuzzica la fantasia di Godard, ma interviene la rottura con Karmitz al quale Mastroianni è legato contrattualmente e non se ne fa nulla.
Accantonato anche il progetto di un film sulla Nona sinfonia di Beethoven, nel quale il ruolo del musicista avrebbe dovuto essere interpretato dal cantautore Léo Ferré, Godard torna a lavorare con il produttore Alain Sarde e ridiventa attuale il progetto del film con un solo attore per due diversi ruoli. La sceneggiatura consiste di solo cinque pagine dattilografate, nelle quali però c'è già tutto il film. È Sarde che pensa a Alain Delon per il ruolo del protagonista maschile: l'attore si sente stretto nel ruolo di flic che si trova cucito addosso, e vede come un'imperdibile occasione di rilancio lavorare con Jean-Luc Godard. Attore e registra si incontrano all'inizio di giugno 1989. Se il primo vede un'occasione di riscatto fuori dal cinema commerciale, il secondo coltiva idee proprie: gli interessa utilizzare Delon soprattutto in quanto volto conosciuto, il corpo di un uomo invecchiato con dignità, un attore francese degli anni sessanta negletto dalla Nouvelle Vague.
Come ogni attore che si rispetti prima di accettare un ruolo, Delon pretende una sceneggiatura, ma è noto che Godard lavora a istinto, giorno per giorno sul set; però siccome ci tiene a averlo nel film, gli consegna una compilazione di testi letterari collezionati dal suo assistente Hervé Duhamel, trovati tra i più disparati autori di tutto il mondo; è per questa ragione che tutti i dialoghi e le voci off del film sono citazioni letterarie; ma sono talmente mescolate e rimaneggiate che lo stesso Godard ammette di non essere in grado di riconoscerle.
Le riprese iniziano il 4 settembre 1989 in una proprietà sul lago Lemano, in Svizzera, a pochi chilometri dalla casa di Godard che si trova a Rolle; la grande villa signorile ricorda moltissimo la magione dove il regista passò la propria infanzia, a Anthy sulla sponda opposta dello stesso lago. La fabbrica che appare in alcune delle prime scene si trova alla periferia di Ginevra: è qui che Godard orchestra un vero pezzo di virtuosismo cinematografico, una scena di carrellata di complessità inaudita, che oltre a Delon comprende altri otto attori che entrano e escono di scena mentre la macchina da presa si muove lateralmente; il tutto per solo tre ore di lavoro.

## La colonna sonora
Il prodotto finale ha l'aspetto di un lungo, magnifico videoclip, una sapiente tessitura di musica, dialoghi e suoni (senza contare la voce off) che si incastrano con precisione ineguagliabile. Per costruire questo effetto, Godard si avvale della collaborazione di Manfred Eicher, fondatore dell'etichetta musicale ECM di Monaco di Baviera, che è anche la casa editrice che pubblica la colonna sonora del film. Eicher ammette di avere sempre avuto come fonte d'ispirazione la colonna sonora di Questa è la mia vita; nel 1988 invia al regista della musica tratta dal proprio catalogo (Arvo Pärt e David Darling) che intrigano immediatamente Godard. Dopo una visita agli studi di registrazione, Eicher è invitato a lavorare alla colonna sonora di Nouvelle Vague e in questo modo si inaugura una collaborazione tra i due artisti che durerà oltre 15 anni, e che raggiungerà il culmine con Germania nove zero. Particolarmente saldo è il rapporto con il compositore estone Arvo Pärt, che al tempo vive a Oslo, la cui musica entrerà spesso nei film di Godard.
La colonna sonora di Nouvelle Vague, pubblicata in un doppio CD ECM con il numero di catalogo 1600, comprende non solo le musiche, ma anche i dialoghi e i suoni del film di Godard. Questo l'elenco dei brani musicali:
- Paolo Conte: Blue Tango
- David Darling: Far Away Lights; Solo Cello, Clouds; Solo Cello And Voice
- Gabriella Ferri: A ZaZa
- Paul Giger: Crossing
- Paul Hindemith: Mathis der Maler (Grablegung); Trauermusik; Mathis der Maler (Versuchung des heiligen Antonius); Sonate für Viola (1937); Sonate für Bratsche und Klavier op. 11-4; Sonate für Bratsche allein op. 25-1
- Heinz Holliger: Trema für Violoncello Solo
- Meredith Monk: Do You Be
- Werner Pirchner: Kammer-Symphonie; Sonate vom rauhen Leben; Do You Know Emperor Joe; Kleine Messe um C für den lieben Gott
- Dino Saluzzi: Winter; Transmutation; Andina
- Arnold Schönberg: Verklärte Nacht
- Jean Schwartz: Charta Koa
- Patti Smith: Distant Fingers